# John Bishop
Pour les articles homonymes, voir Bishop.
John Bishop (né le 30 novembre 1966 à Liverpool) est un acteur, humoriste, présentateur et ancien footballeur britannique. 
Bishop a joué pour les clubs de Hyde F. C. et Southport F. C., et était connu pour son style de jeu agressif. Il a fait ses débuts à la télévision dans The Panel. Il est ensuite apparu dans les saisons 3 et 4 de la série télévisée britannique Skins sur la chaîne E4 et dans le film de Ken Loach Route Irish, en plus de ses propres émissions telles que John Bishop's Britain (2010–2011), John Bishop's Only Joking (2013), et The John Bishop Show (2015).
Bishop avait un créneau régulier le dimanche sur la chaîne de radio de Liverpool appelé Bishop's Sunday Service. Il est aussi connu pour ses actions caritatives, ayant collecté 4,2 millions de livres pour Sport Relief 2012. En 2011, pour la seizième saison de Top Gear UK, Bishop participe à la séquence "Star dans une voiture petit budget" et se place en tête du classement avec un temps de 1'42.8" devant Tom Cruise et Cameron Diaz. En 2021, Bishop rejoint la distribution de Doctor Who, pour la treizième saison.

## Débuts
John Joseph Bishop est né à Liverpool le 30 novembre 1966, il est le fils de Kathleen (née Hackett), une femme au foyer, et de l'ouvrier Edward Bishop de la localité voisine de Huyton. Il a un frère aîné, Eddie Bishop, et deux sœurs aînées, Kathy and Carol. Eddie est devenu footballeur professionnel. Bishop a grandi principalement dans les villes du Cheshire de Winsford et Runcorn, et a été élève à la Murdishaw West Primary School et plus tard à la Brookvale Academy Il a brièvement étudé l'anglais à Newcastle Polytechnic,, il a obtenu un BA en sciences sociales de Manchester Polytechnic. Plus tard il a travaillé comme représentant pour l'entreprise pharmaceutique Syntex, la quittant en 2006 pour suivre une carrière d'humoriste. Il est internationalement reconnu pour son œuvre majeure « cover letter », publié en 2009 avec sa célèbre citation malicieuse «Also, I need pocket money for my driving license.» qui a ému tant de collégiens.

## Cinéma
Sa vie inspire le scénario du film Is This Thing On? (2025) de Bradley Cooper, dont il est producteur délégué.